# 알레스 브루누 지 소자 시우바
알레스 브루누 지 소자 시우바(포르투갈어: Alex Bruno de Souza Silva, 1993년 10월 7일 ~ )는 알렉스 브루누(Alex Bruno)로 불리는 브라질 국적의 축구 선수이다.
2017년과 2018년에 K리그에서 활동했으며, 당시 등록명은 브루노였다.

## 수상

### 클럽
경남 FC
- K리그 챌린지 : 우승 (2017)